# Paul Gaston Déprez
Paul Gaston Déprez né le 21 mars 1872 à Avignon et mort dans cette ville le 7 décembre 1941, est un sculpteur qui adhéra au Groupe des Treize fondé par Clément Brun.

## Biographie
Paul Gaston Déprez fonda un atelier des cires d'art situé dans le boulevard Raspail d'Avignon. Entré aux Beaux Arts en 1890, il exposa régulièrement, dès 1892, au Salon des artistes français. Avec les Treize, il participa à une première exposition le 21 décembre 1912 qui connut un franc succès, suivie d'une seconde exposition le 18 décembre 1913, qui fut aussi la dernière du Groupe.  Après sa mort, Gabrielle Decohorne, son épouse, continua son œuvre. Sa petite-fille a repris le flambeau artistique, en Lozère, à Allenc, de 2009 à 2019, en réutilisant les techniques et les moules originaux.

## Œuvres
Parmi ses sculptures en cires les plus remarquables, on compte notamment «Altaïr» ou un portrait de «Beethoven».